# 白鳥美鈴
白鳥 美鈴（しらとり みすず、1970年10月24日 - ）は、日本のAV女優。

## 略歴・人物
2006年にデビューした熟女系のAV女優である。

## 出演作品

### アダルトビデオ(撮りおろし作品）
2006年
- 東京セレブワイフ3 ～白金の発情妻～（7月20日、ディープス）
- 新・母子相姦遊戯 蔵の中の私 九（8月9日、グローバルメディアエンタテインメント）
- 超、美熟女。（8月17日、タカラ映像）
- おふくろさん! 白鳥美鈴 完全版（8月25日、ケイ・エム・プロデュース）
- 僕のおばさん（8月25日、マドンナ）
- 特選 友達の母（9月25日、マドンナ）
- 母子相姦外伝 友達のお母さん（10月13日、ルビー）
- THE痴女 超ギリ激ヤバモザイク×妄想メス女教師（10月19日、ディープス）
- 全国の皆さんカメラの前で近親相姦してみませんか? 2（10月20日、ドリームステージエンタテインメント）
- 綺麗な独身熟女に中出ししてみました! 2（10月20日、Nadeshiko）
- ミセス旬報 VOL.2（10月20日、アリスJAPAN）
- 親友の母（10月27日、グラフィティジャパン）
- メス義母 2（11月4日、ディープス）
- フデオロシスト（11月4日、タカラ映像）
- 熟女を電マでイカせ続ける3時間（11月10日、プレステージ）
- 人妻官能劇場 犯された白い肌（11月16日、ヒビノ）
- 「熟女の口はもっと嘘をつく。」 熟雌女 anthology #015（11月16日、アウダースジャパン）
- 人妻エステサロン（11月25日、マドンナ）
- 人妻楽園 Pleasure Love Affair. 白鳥美鈴×アミ（12月9日、グラフィス）
- 美熟女 Venus Port（12月16日、マキシング）
- 団地妻（12月18日、グラフィティジャパン）
- 近親相姦調教 母と叔母（12月21日、タカラ映像）
- 愛しのミセス女教師（12月25日、マドンナ）

2007年
- 背徳の不倫情話（1月18日、ブリット）
- あの白鳥美鈴の正真正銘蔵出しデビュー作! 本物素人中出しセレブ妻 美鈴さん 完全版（1月19日、Nadeshiko）
- 和服義母 レイプ（1月19日、TMA）
- 新・母子相姦 母と息子の近親相姦（1月20日、ルビー）
- 義母の万引き（1月20日、アカデミック）
- 聖マドンナ病院 ～美熟女たちの欲望カルテ～（1月25日、マドンナ）
- 恩師の妻（1月25日、グラフィティジャパン）
- 完全契約! 五十回いかなきゃ帰さない（1月26日、トップ・マーシャル）
- 競水ミセス Vol.05（2月10日、AVS）
- 友人の母（2月13日、溜池ゴロー）
- ご近所の奥さん 白鳥美鈴 完全版（2月16日、Nadeshiko）
- 義母 息子狩り（2月16日、GLAY'z）
- 美熟女の素顔（3月13日、溜池ゴロー）
- なでしこシペシャル! 女系家族 完全版（3月16日、Nadeshiko）
- 背徳愉悦 近親相姦（3月19日、桃太郎映像出版）
- ピンサロの女神たち（3月20日、ホットエンターテイメント）
- 友達のお母さんは綺麗 3（3月25日、ホットエンターテイメント）
- エロノート 後編（3月25日、ホットエンターテイメント）
- 温泉の休暇（4月7日、桃太郎映像出版）
- 義母奴隷（4月13日、溜池ゴロー）
- ザ・タブー家族 義母がすけべで身がもたない 16（4月13日、東京音光）
- こともあろうに叔父ちゃんの指が私の中へ… 12（4月13日、東京音光）
- 性感女教師 中出し20連発（4月19日、アイエナジー）
- 母子熱愛（4月19日、MIRAI）
- 極選マダムズ 4時間 EX（4月20日、Nadeshiko）
- 義母姦 ～義母と息子の歪んだ性～（4月25日、マドンナ）
- 最高級リゾートエステ（5月4日、Woman）
- 美人女医 中出し20連発（5月17日、アイエナジー）
- リアルセレブのすごいイキ様（5月18日、トップ・マーシャル）
- 中出しされた女秘書（5月25日、Nadeshiko）
- 人妻温泉 18（5月31日、クリスタル映像）
- 美熟女競水遊戯 vol.1（6月1日、映天）
- セレブ調教 中出し20連発（6月21日、アイエナジー）
- マドンナ学園　Special ～許されざる愛と性～（6月25日、マドンナ）
- 熟女ブーツ慕情 コレクション 3（7月4日。AVS）
- 義母相姦 息子の前で犯される義母（7月13日、隼エージェンシー）
- ドキッ! 熟女だらけの水泳大会（7月25日、マドンナ）
- 黒天狗屋敷の熟れた女狐（8月1日、AVS）
- 熟女淫乱 どS未亡人（8月1日、AVS）
- 人妻たちの美麗鳴淋炎 ～其ノ参・再燃～（8月1日、AVS）
- the 義母図鑑 2（8月1日、ワンズファクトリー）
- 超高級中出しソープ嬢（8月4日、Woman）
- 高級人妻スワッピングパーティ（8月10日、プレステージ）
- 変態美鈴（8月19日、ひまわり企画）
- この熟女いやらしい! お願い、ゆっくり全身愛して欲しいの… 漏れる吐息、溢れ出す愛液（8月31日、アテナ映像）
- 人妻たちの美麗鳴淋炎 ～其ノ四・魅惑のエロエステ～（9月1日、AVS）
- オトナの社交場 エグゼクティブ会員制ラグジュアリーセレブパーティー（9月6日、Woman）
- フェロモンマダム vol.4（9月7日、桃太郎映像出版）
- 淫毛。 特別編 ～復讐の三年殺し～（9月7日、ZONE）
- センズリを見て興奮する熟女たち（9月7日、オフィスケイズ）
- 淫熟 淫らなうつ伏せオナニー（9月7日、ZONE）
- 義母 美鈴（9月13日、溜池ゴロー）
- 絶叫悶絶! 集団電マ逝き地獄トランス 4時間　ドキュメント究極アクメ人体実験!（9月13日、マルクス兄弟）
- 男殺しセレブ地獄（9月18日、Nadeshiko）
- 妖艶おんな愛戯 溢れる花蜜の誘い（9月25日、マドンナ）
- 淫乱美熟女 最高の筆おろし! 10（10月25日、マドンナ）
- 友達のお母さんに筆下ろしされた僕（11月20日、ホットエンターテイメント）
- 義母と息子 ～夫のいない間に～（11月22日、ヒビノ）
- 義母と妹 vol.4（11月22日、プレステージ）
- 非日常的悶絶遊戯 3人の仲良し奥様、友希、美鈴、純の場合（12月1日、AVS）
- 女教師美鈴（12月13日、溜池ゴロー）
- 恩師の妻（12月17日、グラフィティジャパン）共演:南原香織
- 熟女のオナニー 熟女26人の生・本気オナニー（12月21日、Nadeshiko）
- 奥様欲情日記 ねぇいっぱい見てッお願い吸って～!（12月21日、アテナ映像）

2008年
- 禁断のアナルファック ～兄と妹の尻穴姦劇～（2月2日、マドンナ）
- 義母の匂い（2月13日、溜池ゴロー）
- 熟女達の秘めたる楽しみ フィーリングレズビアン 3（2月18日、グラフィティジャパン）
- 親友の母（2月25日、グラフィティジャパン）
- 官能 義理の母 3時間スペシャル 3（2月25日、サイド・ビー制作室）
- 熟女犬ミスズ（3月13日、溜池ゴロー）
- 熟女達の秘めたる楽しみ フィーリングレズビアン 4（4月25日、グラフィティジャパン）
- 美熟女画報（6月1日、溜池ゴロー）
- エロい女のボディタイツとヤラシい腰使い（6月1日、ワンズファクトリー）
- パイズリは狭射だよな!（6月1日、ワンズファクトリー）
- 淫乱義母物語 熟女の花園（6月25日、グラフィティジャパン）
- 欲しがり妻 お尻にもちょーだい 1（7月11日、クリスタル映像）
- 異常性欲 14（8月8日、クリスタル映像）
- 美熟女が拘束され加籐鷹にイカサレまくるビデオ!（8月13日、溜池ゴロー）
- 熟女中出し大全（8月15日、スターパラダイス）
- 息子のセンズリを鑑賞する義母（8月20日、アカデミック）
- エロ年増 6（8月22日、クリスタル映像）
- 熟女達の秘めたる楽しみ フィーリングレズビアン 5（8月25日、グラフィティジャパン）
- お掃除おばさん（11月13日、溜池ゴロー）
- 狂おしき5人の若妻中出し陵辱～犯されて気づいた淫らな衝動～（11月21日、Nadeshiko）
- ムッチリ水着で跨られて手コキで抜いてもらいました（11月22日、若松映像）※AVグランプリ 熟女作品部門 エントリー作品

### アダルトビデオ(総集編）
2007年
- おふぇらいたします（2月22日、タカラ映像）
- 「熟人妻の口は嘘をつく。」 熟雌女 anthology special #003（3月8日、アウダースジャパン）
- 親友の母スペシャル 4（3月23日、グラフィティジャパン）
- 息子に捧げる 義母のオナニー12人（3月24日、アカデミック）
- 中出し親子外伝 其の伍（5月17日、センタービレッジ）
- TAKARA GREATEST BOX（6月6日、タカラ映像）
- 通算493回イキました 記念スペシャル 240分（6月18日、タイガーマイスターズ）
- 団地妻 総集編 2（7月19日、グラフィティジャパン）
- フェラ熟女 スーパースロー編集（7月21日、アカデミック）
- 淫乱熟女ズッポリ! 挿入部総集編32人4時間（7月25日、マドンナ）
- 親友の母中出し 総集編（7月25日、小林興業）
- おふくろさんスペシャル 美熟女4人の禁断SEX（8月17日、Nadeshiko）
- 愛しのミセス女教師 総集編4時間（8月25日、マドンナ）
- 友人の母ベスト（9月13日、溜池ゴロー）
- 恩師の妻 総集編（9月18日、グラフィティジャパン）
- 近親相姦童貞狩り 愛蔵版総集編（9月20日、タカラ映像）
- 近親相姦ベスト10人 5（10月4日、タカラ映像）
- 犯された熟女たち 総集編4時間 3（10月7日、マドンナ）
- 僕のおばさん総集編4時間 2（11月7日、マドンナ）
- フェラコレ 熟女編 25人のフェラマダム（11月10日、隼エージェンシー）
- 母親失格 総集編（11月25日、小林興業）
- 白鳥美鈴総集編4時間（11月25日、マドンナ）
- 厳選美熟女秘宝館（12月16日、マキシング）

2008年
- レジェンド オブ ホットエンターテイメント VOL.2（1月20日、ホットエンターテイメント）
- 独身熟女中出し 3時間スペシャル（1月25日、Nadeshiko）
- 近親相姦 デラックス ～家庭の中の懲りない面々～（2月19日、桃太郎映像出版）
- 超豪華有名女優未公開映像尺八スペシャル バキューム女達 淫乱お口編 2（2月19日、桃太郎映像出版）
- 近親相姦 家庭内盗撮（2月21日、センタービレッジ）
- 義母姦 総集編4時間（3月5日、マドンナ）
- 美熟女の素顔ベスト Vol.1（3月13日、溜池ゴロー）
- セレブ美熟女12人 最高の筆おろし総集編4時間 2（3月25日、マドンナ）
- 美乳・美熟女 4時間 1（3月25日、グラフィティジャパン）
- 極選4時間 美熟女…H（3月28日、クリスタル映像）
- マリア近親相姦ランキング10（4月10日、マリア）
- 淫熟 エロ女セレクション 10人のセレブたち（5月19日、桃太郎映像出版）
- 義母奴隷ベスト 2（7月1日、溜池ゴロー）
- 義理の母 どすけべスペシャル4時間（8月25日、サイド・ビー制作室）

2010年
- Around 40 限界を知らない熟女たち25（5月28日、クリスタル映像）